# Medalhistas olímpicos do tiro

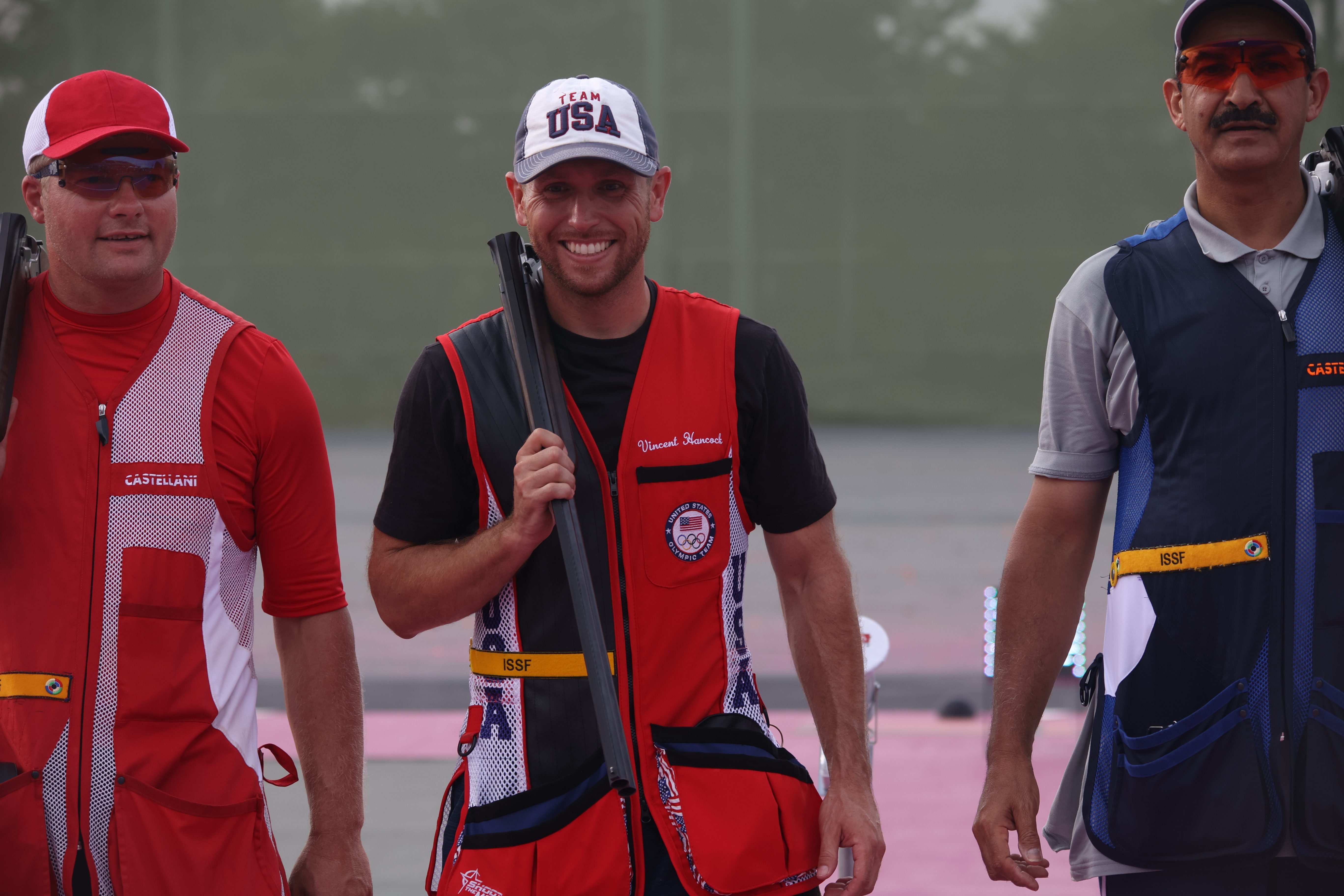
Medalhistas do skeet em Tóquio 2020.

Esta é uma lista com os medalhistas olímpicos no tiro.

## Eventos atuais

### Masculino

#### Pistola de ar 10 m
| Evento                    | Ouro                          | Prata                                 | Bronze                          |
| ------------------------- | ----------------------------- | ------------------------------------- | ------------------------------- |
| Seul 1988 (detalhes)      | Tanyu Kiryakov BUL Bulgária   | Erich Buljung USA Estados Unidos      | Xu Haifeng CHN China            |
| Barcelona 1992 (detalhes) | Wang Yifu CHN China           | Sergei Pyzhianov EUN Equipa Unificada | Sorin Babii ROU Romênia         |
| Atlanta 1996 (detalhes)   | Roberto Di Donna ITA Itália   | Wang Yifu CHN China                   | Tanyu Kiryakov BUL Bulgária     |
| Sydney 2000 (detalhes)    | Franck Dumoulin FRA França    | Wang Yifu CHN China                   | Igor Basinski BLR Bielorrússia  |
| Atenas 2004 (detalhes)    | Wang Yifu CHN China           | Mikhail Nestruyev RUS Rússia          | Vladimir Isakov RUS Rússia      |
| Pequim 2008 (detalhes)    | Pang Wei CHN China            | Jin Jong-oh KOR Coreia do Sul         | Jason Turner USA Estados Unidos |
| Londres 2012 (detalhes)   | Jin Jong-oh KOR Coreia do Sul | Luca Tesconi ITA Itália               | Andrija Zlatić SRB Sérvia       |
| Rio 2016 (detalhes)       | Hoàng Xuân Vinh VIE Vietnã    | Felipe Wu BRA Brasil                  | Pang Wei CHN China              |
| Tóquio 2020 (detalhes)    | Javad Foroughi IRI Irã        | Damir Mikec SRB Sérvia                | Pang Wei CHN China              |
| Paris 2024 (detalhes)     | Xie Yu CHN China              | Federico Nilo Maldini ITA Itália      | Paolo Monna ITA Itália          |

#### Tiro rápido 25 m
| Evento                           | Ouro                                  | Prata                                 | Bronze                                   |
| -------------------------------- | ------------------------------------- | ------------------------------------- | ---------------------------------------- |
| Atenas 1896 (detalhes)           | Ioannis Frangoudis GRE Grécia         | Georgios Orfanidis GRE Grécia         | Holger Nielsen DEN Dinamarca             |
| Paris 1900 (detalhes)            | Maurice Larrouy FRA França            | Léon Moreaux FRA França               | Eugène Balme FRA França                  |
| Estocolmo 1912 (detalhes)        | Alfred Lane USA Estados Unidos        | Paul Palén SWE Suécia                 | Johan Hübner von Holst SWE Suécia        |
| Antuérpia 1920 (detalhes)        | Guilherme Paraense BRA Brasil         | Raymond Bracken USA Estados Unidos    | Fritz Zulauf SUI Suíça                   |
| Paris 1924 (detalhes)            | Henry Bailey USA Estados Unidos       | Vilhelm Carlberg SWE Suécia           | Lennart Hannelius FIN Finlândia          |
| Los Angeles 1932 (detalhes)      | Renzo Morigi ITA Itália               | Heinz Hax GER Alemanha                | Domenico Matteucci ITA Itália            |
| Berlim 1936 (detalhes)           | Cornelius van Oyen GER Alemanha       | Heinz Hax GER Alemanha                | Torsten Ullman SWE Suécia                |
| Londres 1948 (detalhes)          | Károly Takács HUN Hungria             | Carlos Diaz Sáenz ARG Argentina       | Sven Lundquist SWE Suécia                |
| Helsinque 1952 (detalhes)        | Károly Takács HUN Hungria             | Szilárd Kun HUN Hungria               | Gheorghe Lichiardopol ROU Romênia        |
| Melbourne 1956 (detalhes)        | Stefan Petrescu ROU Romênia           | Yevgeni Cherkasov URS União Soviética | Gheorghe Lichiardopol ROU Romênia        |
| Roma 1960 (detalhes)             | William McMillan USA Estados Unidos   | Pentti Linnosvuo FIN Finlândia        | Aleksandr Zabelin URS União Soviética    |
| Tóquio 1964 (detalhes)           | Pentti Linnosvuo FIN Finlândia        | Ion Tripsa ROU Romênia                | Lubomír Nácovský TCH Checoslováquia      |
| Cidade do México 1968 (detalhes) | Józef Zapedzki POL Polônia            | Marcel Rosca ROU Romênia              | Renart Suleimanov URS União Soviética    |
| Munique 1972 (detalhes)          | Józef Zapedzki POL Polônia            | Ladislav Falta TCH Checoslováquia     | Viktor Torshin URS União Soviética       |
| Montreal 1976 (detalhes)         | Norbert Klaar GDR Alemanha Oriental   | Jürgen Wiefel GDR Alemanha Oriental   | Roberto Ferraris ITA Itália              |
| Moscou 1980 (detalhes)           | Corneliu Ion ROU Romênia              | Jürgen Wiefel GDR Alemanha Oriental   | Gerhard Petritsch AUT Áustria            |
| Los Angeles 1984 (detalhes)      | Takeo Kamachi JPN Japão               | Corneliu Ion ROU Romênia              | Rauno Bies FIN Finlândia                 |
| Seul 1988 (detalhes)             | Afanasijs Kuzmins URS União Soviética | Ralf Schumann GDR Alemanha Oriental   | Zoltán Kovács HUN Hungria                |
| Barcelona 1992 (detalhes)        | Ralf Schumann GER Alemanha            | Afanasijs Kuzmins LAT Letônia         | Vladimir Vokhmyanin EUN Equipa Unificada |
| Atlanta 1996 (detalhes)          | Ralf Schumann GER Alemanha            | Emil Milev BUL Bulgária               | Vladimir Vokhmyanin KAZ Cazaquistão      |
| Sydney 2000 (detalhes)           | Sergei Alifirenko RUS Rússia          | Michel Ansermet SUI Suíça             | Iulian Raicea ROU Romênia                |
| Atenas 2004 (detalhes)           | Ralf Schumann GER Alemanha            | Sergei Polyakov RUS Rússia            | Sergei Alifirenko RUS Rússia             |
| Pequim 2008 (detalhes)           | Oleksandr Petriv UKR Ucrânia          | Ralf Schumann GER Alemanha            | Christian Reitz GER Alemanha             |
| Londres 2012 (detalhes)          | Leuris Pupo CUB Cuba                  | Vijay Kumar IND Índia                 | Ding Feng CHN China                      |
| Rio 2016 (detalhes)              | Christian Reitz GER Alemanha          | Jean Quiquampoix FRA França           | Li Yuehong CHN China                     |
| Tóquio 2020 (detalhes)           | Jean Quiquampoix FRA França           | Leuris Pupo CUB Cuba                  | Li Yuehong CHN China                     |
| Paris 2024 (detalhes)            | Li Yuehong CHN China                  | Cho Yeong-jae KOR Coreia do Sul       | Wang Xinjie CHN China                    |

#### Carabina de ar 10 m
| Evento                      | Ouro                              | Prata                          | Bronze                                 |
| --------------------------- | --------------------------------- | ------------------------------ | -------------------------------------- |
| Los Angeles 1984 (detalhes) | Philippe Heberlé FRA França       | Andreas Kronthaler AUT Áustria | Barry Dagger GBR Grã-Bretanha          |
| Seul 1988 (detalhes)        | Goran Maksimović YUG Iugoslávia   | Nicolas Berthelot FRA França   | Johann Riederer FRG Alemanha Ocidental |
| Barcelona 1992 (detalhes)   | Yuri Fedkin EUN Equipa Unificada  | Franck Badiou FRA França       | Johann Riederer GER Alemanha           |
| Atlanta 1996 (detalhes)     | Artem Khadjibekov RUS Rússia      | Wolfram Waibel Jr. AUT Áustria | Jean-Pierre Amat FRA França            |
| Sydney 2000 (detalhes)      | Cai Yalin CHN China               | Artem Khadjibekov RUS Rússia   | Yevgeni Aleinikov RUS Rússia           |
| Atenas 2004 (detalhes)      | Zhu Qinan CHN China               | Li Jie CHN China               | Jozef Gönci SVK Eslováquia             |
| Pequim 2008 (detalhes)      | Abhinav Bindra IND Índia          | Zhu Qinan CHN China            | Henri Häkkinen FIN Finlândia           |
| Londres 2012 (detalhes)     | Alin Moldoveanu ROU Romênia       | Niccolò Campriani ITA Itália   | Gagan Narang IND Índia                 |
| Rio 2016 (detalhes)         | Niccolò Campriani ITA Itália      | Serhiy Kulish UKR Ucrânia      | Vladimir Maslennikov RUS Rússia        |
| Tóquio 2020 (detalhes)      | William Shaner USA Estados Unidos | Sheng Lihao CHN China          | Yang Haoran CHN China                  |
| Paris 2024 (detalhes)       | Sheng Lihao CHN China             | Victor Lindgren SWE Suécia     | Miran Maričić CRO Croácia              |

#### Carabina três posições 50 m
| Evento                           | Ouro                                  | Prata                                 | Bronze                                  |
| -------------------------------- | ------------------------------------- | ------------------------------------- | --------------------------------------- |
| Helsinque 1952 (detalhes)        | Erling Kongshaug NOR Noruega          | Vilho Ylönen FIN Finlândia            | Boris Andreyev URS União Soviética      |
| Melbourne 1956 (detalhes)        | Anatoli Bogdanov URS União Soviética  | Otakar Horínek TCH Checoslováquia     | John Sundberg SWE Suécia                |
| Roma 1960 (detalhes)             | Viktor Shamburkin URS União Soviética | Marat Nijasov URS União Soviética     | Klaus Zähringer EUA Equipe Alemã Unida  |
| Tóquio 1964 (detalhes)           | Lones Wigger USA Estados Unidos       | Velichko Velichkov BUL Bulgária       | László Hammerl HUN Hungria              |
| Cidade do México 1968 (detalhes) | Bernd Klingner FRG Alemanha Ocidental | John Writer USA Estados Unidos        | Vitali Parkhimovich URS União Soviética |
| Munique 1972 (detalhes)          | John Writer USA Estados Unidos        | Lanny Bassham USA Estados Unidos      | Werner Lippoldt GDR Alemanha Oriental   |
| Montreal 1976 (detalhes)         | Lanny Bassham USA Estados Unidos      | Margaret Murdock USA Estados Unidos   | Werner Seibold FRG Alemanha Ocidental   |
| Moscou 1980 (detalhes)           | Viktor Vlassov URS União Soviética    | Bernd Hartstein GDR Alemanha Oriental | Sven Johansson SWE Suécia               |
| Los Angeles 1984 (detalhes)      | Malcolm Cooper GBR Grã-Bretanha       | Daniel Nipkov SUI Suíça               | Alister Allan GBR Grã-Bretanha          |
| Seul 1988 (detalhes)             | Malcolm Cooper GBR Grã-Bretanha       | Alister Allan GBR Grã-Bretanha        | Kirill Ivanov URS União Soviética       |
| Barcelona 1992 (detalhes)        | Hrachya Petikyan EUN Equipa Unificada | Robert Foth USA Estados Unidos        | Ryohei Koba JPN Japão                   |
| Atlanta 1996 (detalhes)          | Jean-Pierre Amat FRA França           | Sergey Belyayev KAZ Cazaquistão       | Wolfram Waibel Jr. AUT Áustria          |
| Sydney 2000 (detalhes)           | Rajmond Debevec SLO Eslovênia         | Juha Hirvi FIN Finlândia              | Harald Stenvaag NOR Noruega             |
| Atenas 2004 (detalhes)           | Jia Zhanbo CHN China                  | Michael Anti USA Estados Unidos       | Christian Planer AUT Áustria            |
| Pequim 2008 (detalhes)           | Qiu Jian CHN China                    | Jury Sukhorukov UKR Ucrânia           | Rajmond Debevec SLO Eslovênia           |
| Londres 2012 (detalhes)          | Niccolò Campriani ITA Itália          | Kim Jong-hyun KOR Coreia do Sul       | Matthew Emmons USA Estados Unidos       |
| Rio 2016 (detalhes)              | Niccolò Campriani ITA Itália          | Sergey Kamenskiy RUS Rússia           | Alexis Raynaud FRA França               |
| Tóquio 2020 (detalhes)           | Zhang Changhong CHN China             | Sergey Kamenskiy ROC                  | Milenko Sebić SRB Sérvia                |
| Paris 2024 (detalhes)            | Liu Yukun CHN China                   | Serhiy Kulish UKR Ucrânia             | Swapnil Kusale IND Índia                |

#### Fossa olímpica
| Evento                           | Ouro                                 | Prata                                 | Bronze                                 |
| -------------------------------- | ------------------------------------ | ------------------------------------- | -------------------------------------- |
| Paris 1900 (detalhes)            | Roger de Barbarin FRA França         | René Guyot FRA França                 | Justinien de Clary FRA França          |
| Londres 1908 (detalhes)          | Walter Ewing CAN Canadá              | George Beattie CAN Canadá             | Alexander Maunder GBR Grã-Bretanha     |
| Londres 1908 (detalhes)          | Walter Ewing CAN Canadá              | George Beattie CAN Canadá             | Anastasios Metaxas GRE Grécia          |
| Estocolmo 1912 (detalhes)        | James Graham USA Estados Unidos      | Alfred Goeldel GER Alemanha           | Harry Blau RUS Rússia                  |
| Antuérpia 1920 (detalhes)        | Mark Arie USA Estados Unidos         | Frank Troeh USA Estados Unidos        | Frank Wright USA Estados Unidos        |
| Paris 1924 (detalhes)            | Gyula Halasy HUN Hungria             | Konrad Huber FIN Finlândia            | Frank Hughes USA Estados Unidos        |
| Helsinque 1952 (detalhes)        | George Genereux CAN Canadá           | Knut Holmqvist SWE Suécia             | Hans Liljedahl SWE Suécia              |
| Melbourne 1956 (detalhes)        | Galliano Rossini ITA Itália          | Adam Smelczyński POL Polônia          | Alessandro Ciceri ITA Itália           |
| Roma 1960 (detalhes)             | Ion Dumitrescu ROU Romênia           | Galliano Rossini ITA Itália           | Sergei Kalinin URS União Soviética     |
| Tóquio 1964 (detalhes)           | Ennio Mattarelli ITA Itália          | Pavel Senichev URS União Soviética    | William Morris USA Estados Unidos      |
| Cidade do México 1968 (detalhes) | John Braithwaite GBR Grã-Bretanha    | Thomas Garrigus USA Estados Unidos    | Kurt Czekalla GDR Alemanha Oriental    |
| Munique 1972 (detalhes)          | Angelo Scalzone ITA Itália           | Michel Carrega FRA França             | Silvano Basagni ITA Itália             |
| Montreal 1976 (detalhes)         | Donald Haldeman USA Estados Unidos   | Armando Silva POR Portugal            | Ubaldesco Baldi ITA Itália             |
| Moscou 1980 (detalhes)           | Luciano Giovannetti ITA Itália       | Rustam Yambulatov URS União Soviética | Jörg Damme GDR Alemanha Oriental       |
| Los Angeles 1984 (detalhes)      | Luciano Giovannetti ITA Itália       | Francisco Boza PER Peru               | Daniel Carlisle USA Estados Unidos     |
| Seul 1988 (detalhes)             | Dmitry Monakov URS União Soviética   | Miloslav Bednarík TCH Checoslováquia  | Frans Peeters BEL Bélgica              |
| Barcelona 1992 (detalhes)        | Petr Hrdlička TCH Checoslováquia     | Kazumi Watanabe JPN Japão             | Marco Venturini ITA Itália             |
| Atlanta 1996 (detalhes)          | Michael Diamond AUS Austrália        | Josh Lakatos USA Estados Unidos       | Lance Bade USA Estados Unidos          |
| Sydney 2000 (detalhes)           | Michael Diamond AUS Austrália        | Ian Peel GBR Grã-Bretanha             | Giovanni Pellielo ITA Itália           |
| Atenas 2004 (detalhes)           | Aleksei Alipov RUS Rússia            | Giovanni Pellielo ITA Itália          | Adam Vella AUS Austrália               |
| Pequim 2008 (detalhes)           | David Kostelecký CZE República Checa | Giovanni Pellielo ITA Itália          | Aleksei Alipov RUS Rússia              |
| Londres 2012 (detalhes)          | Giovanni Cernogoraz CRO Croácia      | Massimo Fabbrizi ITA Itália           | Fehaid Al-Deehani KUW Kuwait           |
| Rio 2016 (detalhes)              | Josip Glasnović CRO Croácia          | Giovanni Pellielo ITA Itália          | Edward Ling GBR Grã-Bretanha           |
| Tóquio 2020 (detalhes)           | Jiří Lipták CZE República Checa      | David Kostelecký CZE República Checa  | Matthew Coward-Holley GBR Grã-Bretanha |
| Paris 2024 (detalhes)            | Nathan Hales GBR Grã-Bretanha        | Qi Ying CHN China                     | Jean Pierre Brol GUA Guatemala         |

#### Skeet
| Evento                           | Ouro                                   | Prata                             | Bronze                                                  |
| -------------------------------- | -------------------------------------- | --------------------------------- | ------------------------------------------------------- |
| Cidade do México 1968 (detalhes) | Yevgeni Petrov URS União Soviética     | Romano Garagnani ITA Itália       | Konrad Wirnhier FRG Alemanha Ocidental                  |
| Munique 1972 (detalhes)          | Konrad Wirnhier FRG Alemanha Ocidental | Evgeni Petrov URS União Soviética | Michael Buchheim GDR Alemanha Oriental                  |
| Montreal 1976 (detalhes)         | Josef Panácek TCH Checoslováquia       | Eric Swinkels NED Países Baixos   | Wiesław Gawlikowski POL Polônia                         |
| Moscou 1980 (detalhes)           | Hans Kjeld Rasmussen DEN Dinamarca     | Lars-Göran Carlsson SWE Suécia    | Roberto Castrillo CUB Cuba                              |
| Los Angeles 1984 (detalhes)      | Matthew Dryke USA Estados Unidos       | Ole Riber Rasmussen DEN Dinamarca | Luca Scribani Rossi ITA Itália                          |
| Seul 1988 (detalhes)             | Axel Wegner GDR Alemanha Oriental      | Alfonso de Iruarrizaga CHI Chile  | Jorge Guardiola ESP Espanha                             |
| Barcelona 1992 (detalhes)        | Zhang Shan CHN China                   | Juan Giha PER Peru                | Bruno Rossetti ITA Itália                               |
| Atlanta 1996 (detalhes)          | Ennio Falco ITA Itália                 | Mirosław Rzepkowski POL Polônia   | Andrea Benelli ITA Itália                               |
| Sydney 2000 (detalhes)           | Mykola Milchev UKR Ucrânia             | Petr Málek CZE República Checa    | James Graves USA Estados Unidos                         |
| Atenas 2004 (detalhes)           | Andrea Benelli ITA Itália              | Marko Kemppainen FIN Finlândia    | Juan Miguel Rodríguez CUB Cuba                          |
| Pequim 2008 (detalhes)           | Vincent Hancock USA Estados Unidos     | Tore Brovold NOR Noruega          | Anthony Terras FRA França                               |
| Londres 2012 (detalhes)          | Vincent Hancock USA Estados Unidos     | Anders Golding DEN Dinamarca      | Nasser Al-Attiyah QAT Catar                             |
| Rio 2016 (detalhes)              | Gabriele Rossetti ITA Itália           | Marcus Svensson SWE Suécia        | Abdullah Al-Rashidi IOA Atletas Olímpicos Independentes |
| Tóquio 2020 (detalhes)           | Vincent Hancock USA Estados Unidos     | Jesper Hansen DEN Dinamarca       | Abdullah Al-Rashidi KUW Kuwait                          |
| Paris 2024 (detalhes)            | Vincent Hancock USA Estados Unidos     | Conner Prince USA Estados Unidos  | Lee Meng-yuan TPE Taipé Chinês                          |

### Feminino

#### Pistola de ar 10 m
| Evento                    | Ouro                                   | Prata                                                   | Bronze                                 |
| ------------------------- | -------------------------------------- | ------------------------------------------------------- | -------------------------------------- |
| Seul 1988 (detalhes)      | Jasna Šekaric YUG Iugoslávia           | Nino Salukvadze URS União Soviética                     | Marina Dobrancheva URS União Soviética |
| Barcelona 1992 (detalhes) | Marina Logvinenko EUN Equipa Unificada | Jasna Šekaric IOP Participantes Olímpicos Independentes | Mariya Grozdeva BUL Bulgária           |
| Atlanta 1996 (detalhes)   | Olga Kuznetsova RUS Rússia             | Marina Logvinenko RUS Rússia                            | Mariya Grozdeva BUL Bulgária           |
| Sydney 2000 (detalhes)    | Tao Luna CHN China                     | Jasna Šekaric YUG Iugoslávia                            | Annemarie Forder AUS Austrália         |
| Atenas 2004 (detalhes)    | Olena Kostevych UKR Ucrânia            | Jasna Šekaric SCG Sérvia e Montenegro                   | Mariya Grozdeva BUL Bulgária           |
| Pequim 2008 (detalhes)    | Guo Wenjun CHN China                   | Natalia Paderina RUS Rússia                             | Nino Salukvadze GEO Geórgia            |
| Londres 2012 (detalhes)   | Guo Wenjun CHN China                   | Céline Goberville FRA França                            | Olena Kostevych UKR Ucrânia            |
| Rio 2016 (detalhes)       | Zhang Mengxue CHN China                | Vitalina Batsarashkina RUS Rússia                       | Anna Korakaki GRE Grécia               |
| Tóquio 2020 (detalhes)    | Vitalina Batsarashkina ROC             | Antoaneta Kostadinova BUL Bulgária                      | Jiang Ranxin CHN China                 |
| Paris 2024 (detalhes)     | Oh Ye-jin KOR Coreia do Sul            | Kim Ye-ji KOR Coreia do Sul                             | Manu Bhaker IND Índia                  |

#### Pistola livre 25 m
| Evento                      | Ouro                                   | Prata                            | Bronze                                |
| --------------------------- | -------------------------------------- | -------------------------------- | ------------------------------------- |
| Los Angeles 1984 (detalhes) | Linda Thom CAN Canadá                  | Ruby Fox USA Estados Unidos      | Patricia Dench AUS Austrália          |
| Seul 1988 (detalhes)        | Nino Salukvadze URS União Soviética    | Tomoko Hasegawa JPN Japão        | Jasna Šekarić YUG Iugoslávia          |
| Barcelona 1992 (detalhes)   | Marina Logvinenko EUN Equipa Unificada | Li Duihong CHN China             | Dorjsürengiin Mönkhbayar MGL Mongólia |
| Atlanta 1996 (detalhes)     | Li Duihong CHN China                   | Diana Yorgova BUL Bulgária       | Marina Logvinenko RUS Rússia          |
| Sydney 2000 (detalhes)      | Mariya Grozdeva BUL Bulgária           | Tao Luna CHN China               | Lalita Yauhleuskaya BLR Bielorrússia  |
| Atenas 2004 (detalhes)      | Mariya Grozdeva BUL Bulgária           | Lenka Hyková CZE República Checa | Irada Ashumova AZE Azerbaijão         |
| Pequim 2008 (detalhes)      | Chen Ying CHN China                    | Otryadyn Gündegmaa MGL Mongólia  | Munkhbayar Dorjsuren GER Alemanha     |
| Londres 2012 (detalhes)     | Kim Jang-mi KOR Coreia do Sul          | Chen Ying CHN China              | Olena Kostevych UKR Ucrânia           |
| Rio 2016 (detalhes)         | Anna Korakaki GRE Grécia               | Monika Karsch GER Alemanha       | Heidi Diethelm Gerber SUI Suíça       |
| Tóquio 2020 (detalhes)      | Vitalina Batsarashkina ROC             | Kim Min-jung KOR Coreia do Sul   | Xiao Jiaruixuan CHN China             |
| Paris 2024 (detalhes)       | Yang Ji-in KOR Coreia do Sul           | Camille Jedrzejewski FRA França  | Veronika Major HUN Hungria            |

#### Carabina de ar 10 m
| Evento                      | Ouro                                 | Prata                                 | Bronze                                                  |
| --------------------------- | ------------------------------------ | ------------------------------------- | ------------------------------------------------------- |
| Los Angeles 1984 (detalhes) | Pat Spurgin USA Estados Unidos       | Edith Gufler ITA Itália               | Wu Xiaoxuan CHN China                                   |
| Seul 1988 (detalhes)        | Irina Shilova URS União Soviética    | Silvia Sperber FRG Alemanha Ocidental | Anna Malukhina URS União Soviética                      |
| Barcelona 1992 (detalhes)   | Yeo Kab-soon KOR Coreia do Sul       | Vesela Letcheva BUL Bulgária          | Aranka Binder IOP Participantes Olímpicos Independentes |
| Atlanta 1996 (detalhes)     | Renata Mauer POL Polônia             | Petra Horneber GER Alemanha           | Aleksandra Ivošev YUG Iugoslávia                        |
| Sydney 2000 (detalhes)      | Nancy Johnson USA Estados Unidos     | Kang Cho-hyun KOR Coreia do Sul       | Gao Jing CHN China                                      |
| Atenas 2004 (detalhes)      | Du Li CHN China                      | Lioubov Galkina RUS Rússia            | Katerina Kurková CZE República Checa                    |
| Pequim 2008 (detalhes)      | Katerina Emmons CZE República Checa  | Lioubov Galkina RUS Rússia            | Snježana Pejčić CRO Croácia                             |
| Londres 2012 (detalhes)     | Yi Siling CHN China                  | Sylwia Bogacka POL Polônia            | Yu Dan CHN China                                        |
| Rio 2016 (detalhes)         | Virginia Thrasher USA Estados Unidos | Du Li CHN China                       | Yi Siling CHN China                                     |
| Tóquio 2020 (detalhes)      | Yang Qian CHN China                  | Anastasiia Galashina ROC              | Nina Christen SUI Suíça                                 |
| Paris 2024 (detalhes)       | Ban Hyo-jin KOR Coreia do Sul        | Huang Yuting CHN China                | Audrey Gogniat SUI Suíça                                |

#### Carabina três posições 50 m
| Evento                      | Ouro                                  | Prata                                | Bronze                                   |
| --------------------------- | ------------------------------------- | ------------------------------------ | ---------------------------------------- |
| Los Angeles 1984 (detalhes) | Wu Xiaoxuan CHN China                 | Ulrike Holmer FRG Alemanha Ocidental | Wanda Jewell USA Estados Unidos          |
| Seul 1988 (detalhes)        | Silvia Sperber FRG Alemanha Ocidental | Vesela Letcheva BUL Bulgária         | Valentina Cherkasova URS União Soviética |
| Barcelona 1992 (detalhes)   | Launi Meili USA Estados Unidos        | Nonka Matova BUL Bulgária            | Małgorzata Książkiewicz POL Polônia      |
| Atlanta 1996 (detalhes)     | Aleksandra Ivošev YUG Iugoslávia      | Irina Gerasimenok RUS Rússia         | Renata Mauer POL Polônia                 |
| Sydney 2000 (detalhes)      | Renata Mauer POL Polônia              | Tatiana Goldobina RUS Rússia         | Maria Feklistova RUS Rússia              |
| Atenas 2004 (detalhes)      | Lioubov Galkina RUS Rússia            | Valentina Turisini ITA Itália        | Wang Chengyi CHN China                   |
| Pequim 2008 (detalhes)      | Du Li CHN China                       | Katerina Emmons CZE República Checa  | Eglis Yaima Cruz CUB Cuba                |
| Londres 2012 (detalhes)     | Jamie Lynn Gray USA Estados Unidos    | Ivana Maksimović SRB Sérvia          | Adéla Sýkorová CZE República Checa       |
| Rio 2016 (detalhes)         | Barbara Engleder GER Alemanha         | Zhang Binbin CHN China               | Du Li CHN China                          |
| Tóquio 2020 (detalhes)      | Nina Christen SUI Suíça               | Yulia Zykova ROC                     | Yulia Karimova ROC                       |
| Paris 2024 (detalhes)       | Chiara Leone SUI Suíça                | Sagen Maddalena USA Estados Unidos   | Zhang Qiongyue CHN China                 |

#### Fossa olímpica
| Evento                  | Ouro                                    | Prata                             | Bronze                            |
| ----------------------- | --------------------------------------- | --------------------------------- | --------------------------------- |
| Sydney 2000 (detalhes)  | Daina Gudzinevičiūtė LTU Lituânia       | Delphine Racinet FRA França       | Gao E CHN China                   |
| Atenas 2004 (detalhes)  | Suzanne Balogh AUS Austrália            | María Quintanal ESP Espanha       | Lee Bo-na KOR Coreia do Sul       |
| Pequim 2008 (detalhes)  | Satu Mäkelä-Nummela FIN Finlândia       | Zuzana Štefečeková SVK Eslováquia | Corey Cogdell USA Estados Unidos  |
| Londres 2012 (detalhes) | Jessica Rossi ITA Itália                | Zuzana Štefečeková SVK Eslováquia | Delphine Réau FRA França          |
| Rio 2016 (detalhes)     | Catherine Skinner AUS Austrália         | Natalie Rooney NZL Nova Zelândia  | Corey Cogdell USA Estados Unidos  |
| Tóquio 2020 (detalhes)  | Zuzana Rehák-Štefečeková SVK Eslováquia | Kayle Browning USA Estados Unidos | Alessandra Perilli SMR San Marino |
| Paris 2024 (detalhes)   | Adriana Ruano GUA Guatemala             | Silvana Stanco ITA Itália         | Penny Smith AUS Austrália         |

#### Skeet
| Evento                  | Ouro                                   | Prata                         | Bronze                                 |
| ----------------------- | -------------------------------------- | ----------------------------- | -------------------------------------- |
| Sydney 2000 (detalhes)  | Zemfira Meftakhetdinova AZE Azerbaijão | Svetlana Demina RUS Rússia    | Diána Igaly HUN Hungria                |
| Atenas 2004 (detalhes)  | Diána Igaly HUN Hungria                | Wei Ning CHN China            | Zemfira Meftakhetdinova AZE Azerbaijão |
| Pequim 2008 (detalhes)  | Chiara Cainero ITA Itália              | Kim Rhode USA Estados Unidos  | Christine Brinker GER Alemanha         |
| Londres 2012 (detalhes) | Kim Rhode USA Estados Unidos           | Wei Ning CHN China            | Danka Barteková SVK Eslováquia         |
| Rio 2016 (detalhes)     | Diana Bacosi ITA Itália                | Chiara Cainero ITA Itália     | Kim Rhode USA Estados Unidos           |
| Tóquio 2020 (detalhes)  | Amber English USA Estados Unidos       | Diana Bacosi ITA Itália       | Wei Meng CHN China                     |
| Paris 2024 (detalhes)   | Francisca Crovetto CHI Chile           | Amber Rutter GBR Grã-Bretanha | Austen Smith USA Estados Unidos        |

### Misto

#### Pistola de ar 10 m por equipes
| Evento                 | Ouro                                   | Prata                                        | Bronze                                    |
| ---------------------- | -------------------------------------- | -------------------------------------------- | ----------------------------------------- |
| Tóquio 2020 (detalhes) | Jiang Ranxin Pang Wei CHN China        | Vitalina Batsarashkina Artem Chernousov ROC  | Olena Kostevych Oleh Omelchuk UKR Ucrânia |
| Paris 2024 (detalhes)  | Zorana Arunović Damir Mikec SRB Sérvia | Şevval İlayda Tarhan Yusuf Dikeç TUR Turquia | Manu Bhaker Sarabjot Singh IND Índia      |

#### Carabina de ar 10 m por equipes
| Evento                 | Ouro                               | Prata                                           | Bronze                                      |
| ---------------------- | ---------------------------------- | ----------------------------------------------- | ------------------------------------------- |
| Tóquio 2020 (detalhes) | Yang Qian Yang Haoran CHN China    | Mary Tucker Lucas Kozeniesky USA Estados Unidos | Yulia Karimova Sergey Kamenskiy ROC         |
| Paris 2024 (detalhes)  | Huang Yuting Sheng Lihao CHN China | Keum Ji-hyeon Park Ha-jun KOR Coreia do Sul     | Alexandra Le Islam Satpayev KAZ Cazaquistão |

#### Skeet por equipes
| Evento                | Ouro                                      | Prata                                           | Bronze                             |
| --------------------- | ----------------------------------------- | ----------------------------------------------- | ---------------------------------- |
| Paris 2024 (detalhes) | Diana Bacosi Gabriele Rossetti ITA Itália | Austen Smith Vincent Hancock USA Estados Unidos | Jiang Yiting Lyu Jianlin CHN China |

## Eventos passados

### Masculino

#### Tiro simples ao veado
| Evento                    | Ouro                          | Prata                                  | Bronze                            |
| ------------------------- | ----------------------------- | -------------------------------------- | --------------------------------- |
| Londres 1908 (detalhes)   | Oscar Swahn SWE Suécia        | Ted Ranken GBR Grã-Bretanha            | Alexander Rogers GBR Grã-Bretanha |
| Estocolmo 1912 (detalhes) | Alfred Swahn SWE Suécia       | Åke Lundeberg SWE Suécia               | Nestori Toivonen FIN Finlândia    |
| Antuérpia 1920 (detalhes) | Otto Olsen NOR Noruega        | Alfred Swahn SWE Suécia                | Harald Natvig NOR Noruega         |
| Paris 1924 (detalhes)     | John Boles USA Estados Unidos | Cyril Mackworth-Praed GBR Grã-Bretanha | Otto Olsen NOR Noruega            |

#### Tiro simples ao veado por equipes
| Evento                    | Ouro                                                                            | Prata                                                                                           | Bronze                                                                                  |
| ------------------------- | ------------------------------------------------------------------------------- | ----------------------------------------------------------------------------------------------- | --------------------------------------------------------------------------------------- |
| Londres 1908 (detalhes)   | Arvid Knöppel Ernst Rosell Alfred Swahn Oscar Swahn SWE Suécia                  | Walter Ellicott William Russell Lane-Joynt Charles Nix Ted Ranken GBR Grã-Bretanha              | nenhum                                                                                  |
| Estocolmo 1912 (detalhes) | Alfred Swahn Oscar Swahn Åke Lundeberg Per-Olof Arvidsson SWE Suécia            | William McDonnell Walter Winans William Leuschner William Libbey USA Estados Unidos             | Axel Londen Nestori Toivonen Iivar Väänänen Ernst Rosenqvist FIN Finlândia              |
| Antuérpia 1920 (detalhes) | Einar Liberg Ole Lilloe-Olsen Harald Natvig Hans Nordvik Otto Olsen NOR Noruega | Yrjö Kolho Kalle Lappalainen Toivo Tikkanen Nestori Toivonen Karl Magnus Wegelius FIN Finlândia | Thomas Brown Willis Lee Lawrence Nuesslein Carl Osburn Lloyd Spooner USA Estados Unidos |
| Paris 1924 (detalhes)     | Einar Liberg Ole Lilloe-Olsen Harald Natvig Otto Olsen NOR Noruega              | Otto Hultberg Mauritz Johansson Fredric Landelius Alfred Swahn SWE Suécia                       | John Boles Raymond Coulter Dennis Fenton Walter Stokes USA Estados Unidos               |

#### Tiro duplo ao veado
| Evento                    | Ouro                             | Prata                                  | Bronze                   |
| ------------------------- | -------------------------------- | -------------------------------------- | ------------------------ |
| Londres 1908 (detalhes)   | Walter Winans USA Estados Unidos | Ted Ranken GBR Grã-Bretanha            | Oscar Swahn SWE Suécia   |
| Estocolmo 1912 (detalhes) | Åke Lundeberg SWE Suécia         | Edward Benedicks SWE Suécia            | Oscar Swahn SWE Suécia   |
| Antuérpia 1920 (detalhes) | Ole Lilloe-Olsen NOR Noruega     | Fredric Landelius SWE Suécia           | Einar Liberg NOR Noruega |
| Paris 1924 (detalhes)     | Ole Lilloe-Olsen NOR Noruega     | Cyril Mackworth-Praed GBR Grã-Bretanha | Alfred Swahn SWE Suécia  |

#### Tiro duplo ao veado por equipes
| Evento                    | Ouro                                                                                    | Prata                                                                                    | Bronze                                                                                        |
| ------------------------- | --------------------------------------------------------------------------------------- | ---------------------------------------------------------------------------------------- | --------------------------------------------------------------------------------------------- |
| Antuérpia 1920 (detalhes) | Harald Natvig Ole Lilloe-Olsen Einar Liberg Hans Nordvik Thorstein Johansen NOR Noruega | Alfred Swahn Oscar Swahn Fredric Landelius Bengt Lagercrantz Edward Benedicks SWE Suécia | Toivo Tikkanen Karl Magnus Wegelius Nestori Toivonen Vilho Vauhkonen Yrjö Kolho FIN Finlândia |
| Paris 1924 (detalhes)     | Cyril Mackworth-Praed Philip Neame Herbert Perry Allen Whitty GBR Grã-Bretanha          | Einar Liberg Ole Lilloe-Olsen Harald Natvig Otto Olsen NOR Noruega                       | Axel Ekblom Mauritz Johansson Fredric Landelius Alfred Swahn SWE Suécia                       |

#### Tiro ao veado (simples e duplo)
| Evento                    | Ouro                                 | Prata                         | Bronze                                 |
| ------------------------- | ------------------------------------ | ----------------------------- | -------------------------------------- |
| Helsinque 1952 (detalhes) | John Larsen NOR Noruega              | Per Olof Sköldberg SWE Suécia | Tauno Mäki FIN Finlândia               |
| Melbourne 1956 (detalhes) | Vitali Romanenko URS União Soviética | Olof Sköldberg SWE Suécia     | Vladimir Sevryugin URS União Soviética |

#### Alvo móvel 10 m
| Evento                    | Ouro                          | Prata                                  | Bronze                             |
| ------------------------- | ----------------------------- | -------------------------------------- | ---------------------------------- |
| Barcelona 1992 (detalhes) | Michael Jakosits GER Alemanha | Anatoli Asrabayev EUN Equipa Unificada | Luboš Racanský TCH Checoslováquia  |
| Atlanta 1996 (detalhes)   | Yang Ling CHN China           | Xiao Jun CHN China                     | Miroslav Januš CZE República Checa |
| Sydney 2000 (detalhes)    | Yang Ling CHN China           | Oleg Moldovan MDA Moldávia             | Niu Zhiyuan CHN China              |
| Atenas 2004 (detalhes)    | Manfred Kurzer GER Alemanha   | Aleksandr Blinov RUS Rússia            | Dimitri Lykin RUS Rússia           |

#### Alvo móvel 50 m
| Evento                      | Ouro                                 | Prata                                  | Bronze                                |
| --------------------------- | ------------------------------------ | -------------------------------------- | ------------------------------------- |
| Munique 1972 (detalhes)     | Yakov Zheleznyak URS União Soviética | Helmut Bellingrodt COL Colômbia        | John Kynoch GBR Grã-Bretanha          |
| Montreal 1976 (detalhes)    | Aleksandr Gazov URS União Soviética  | Aleksandr Kedyarov URS União Soviética | Jerzy Greszkiewicz POL Polônia        |
| Moscou 1980 (detalhes)      | Igor Sokolov URS União Soviética     | Thomas Pfeffer GDR Alemanha Oriental   | Aleksandr Gazov URS União Soviética   |
| Los Angeles 1984 (detalhes) | Li Yuwei CHN China                   | Helmut Bellingrodt COL Colômbia        | Huang Shiping CHN China               |
| Seul 1988 (detalhes)        | Tor Heiestad NOR Noruega             | Huang Shiping CHN China                | Gennadi Avramenko URS União Soviética |

#### Pistola militar 25 m
| Evento                 | Ouro                          | Prata                           | Bronze                      |
| ---------------------- | ----------------------------- | ------------------------------- | --------------------------- |
| Atenas 1896 (detalhes) | John Paine USA Estados Unidos | Sumner Paine USA Estados Unidos | Nikolaos Morakis GRE Grécia |

#### Pistola militar 30 m por equipes
| Evento                    | Ouro                                                                                    | Prata | Bronze                                                                             |
| ------------------------- | --------------------------------------------------------------------------------------- | --- | ---------------------------------------------------------------------------------- |
| Estocolmo 1912 (detalhes) | Eric Carlberg Vilhelm Carlberg Johan Hübner von Holst Paul Palén SWE Suécia             | Amos Kash Nikolai Melnitsky Pavel Voyloshnikov Grigori Panteleimonov RUS Rússia                                   | Hugh Durant Albert Kempster Charles Stewart Horatio Poulter GBR Grã-Bretanha       |
| Antuérpia 1920 (detalhes) | Louis Harant Alfred Lane Carl Frederick James H. Snook Michael Kelly USA Estados Unidos | Alexandros Theofilakis Ioannis Theofilakis Georgios Moraitinis Alexandros Vrasivanopoulos Iason Sappas GRE Grécia | Fritz Zulauf Joseph Jehle Gustave Amoudruz Hans Egli Domenico Giambonini SUI Suíça |

#### Pistola militar 50 m por equipes
| Evento                    | Ouro                                                                                       | Prata                                                                                                 | Bronze                                                                                              |
| ------------------------- | ------------------------------------------------------------------------------------------ | --- | --------------------------------------------------------------------------------------------------- |
| Paris 1900 (detalhes)     | Friedrich Lüthi Paul Probst Louis Richardet Karl Röderer Konrad Stäheli SUI Suíça          | Louis Duffoy Maurice Lecoq Léon Moreaux Achille Paroche Trinité FRA França                            | Solko van den Bergh Antonius Bouwens Dirk Boest Gips Henrik Sillem Anthony Sweijs NED Países Baixos |
| Londres 1908 (detalhes)   | James Gorman Irving Calkins John Dietz Charles Axtell USA Estados Unidos                   | Paul Van Asbroeck Reginald Storms Charles Paumier du Verger Rene Englebert BEL Bélgica                | Jesse Wallingford Geoffrey Coles Henry Lynch-Staunton Walter Ellicott GBR Grã-Bretanha              |
| Estocolmo 1912 (detalhes) | Alfred Lane Henry Sears Peter Dolfen John Dietz USA Estados Unidos                         | Georg de Laval Eric Carlberg Vilhelm Carlberg Erik Boström SWE Suécia                                 | Horatio Poulter Hugh Durant Albert Kempster Charles Stewart GBR Grã-Bretanha                        |
| Antuérpia 1920 (detalhes) | Carl Frederick Alfred Lane Raymond Bracken James H. Snook Michael Kelly USA Estados Unidos | Anders Andersson Casimir Reuterskiöld Gunnar Gabrielsson Sigvard Hultcrantz Anders Johnson SWE Suécia | Afrânio da Costa Sebastião Wolf Dario Barbosa Fernando Soledade Guilherme Paraense BRA Brasil       |

#### Pistola livre 50 m
| Evento                           | Ouro                                      | Prata                                | Bronze                               |
| -------------------------------- | ----------------------------------------- | ------------------------------------ | ------------------------------------ |
| Atena 1896 (detalhes)            | Sumner Paine USA Estados Unidos           | Holger Nielsen DEN Dinamarca         | Ioannis Frangoudis GRE Grécia        |
| Paris 1900 (detalhes)            | Karl Röderer SUI Suíça                    | Achille Paroche FRA França           | Konrad Stäheli SUI Suíça             |
| Londres 1908 (detalhes)          | Paul Van Asbroeck BEL Bélgica             | Réginald Storms BEL Bélgica          | James Gorman USA Estados Unidos      |
| Estocolmo 1912 (detalhes)        | Alfred Lane USA Estados Unidos            | Peter Dolfen USA Estados Unidos      | Charles Stewart GBR Grã-Bretanha     |
| Antuérpia 1920 (detalhes)        | Karl Frederick USA Estados Unidos         | Afrânio da Costa BRA Brasil          | Alfred Lane USA Estados Unidos       |
| Berlim 1936 (detalhes)           | Torsten Ullman SWE Suécia                 | Erich Krempel GER Alemanha           | Charles des Jammonières FRA França   |
| Londres 1948 (detalhes)          | Edwin Vasquez Cam PER Peru                | Rudolf Schnyder SUI Suíça            | Torsten Ullman SWE Suécia            |
| Helsinque 1952 (detalhes)        | Huelet Benner USA Estados Unidos          | Ángel León Gozalo ESP Espanha        | Ambrus Balogh HUN Hungria            |
| Melbourne 1956 (detalhes)        | Pentti Linnosvuo FIN Finlândia            | Makhmud Umarov URS União Soviética   | Offutt Pinion USA Estados Unidos     |
| Roma 1960 (detalhes)             | Alexey Gushchin URS União Soviética       | Makhmud Umarov URS União Soviética   | Yoshihisa Yoshikawa JPN Japão        |
| Tóquio 1964 (detalhes)           | Väinö Markkanen FIN Finlândia             | Franklin Green USA Estados Unidos    | Yoshihisa Yoshikawa JPN Japão        |
| Cidade do México 1968 (detalhes) | Grigory Kosykh URS União Soviética        | Heinz Mertel FRG Alemanha Ocidental  | Harald Vollmar GDR Alemanha Oriental |
| Munique 1972 (detalhes)          | Ragnar Skanåker SWE Suécia                | Dan Iuga ROU Romênia                 | Rudolf Dollinger AUT Áustria         |
| Montreal 1976 (detalhes)         | Uwe Potteck GDR Alemanha Oriental         | Harald Vollmar GDR Alemanha Oriental | Rudolf Dollinger AUT Áustria         |
| Moscou 1980 (detalhes)           | Aleksandr Melentyev URS União Soviética   | Harald Vollmar GDR Alemanha Oriental | Lyubcho Dyakov BUL Bulgária          |
| Los Angeles 1984 (detalhes)      | Xu Haifeng CHN China                      | Ragnar Skanåker SWE Suécia           | Wang Yifu CHN China                  |
| Seul 1988 (detalhes)             | Sorin Babii ROU Romênia                   | Ragnar Skanåker SWE Suécia           | Igor Basinski URS União Soviética    |
| Barcelona 1992 (detalhes)        | Kanstantsin Lukashyk EUN Equipa Unificada | Wang Yifu CHN China                  | Ragnar Skanåker SWE Suécia           |
| Atlanta 1996 (detalhes)          | Boris Kokorev RUS Rússia                  | Igor Basinski BLR Bielorrússia       | Roberto Di Donna ITA Itália          |
| Sydney 2000 (detalhes)           | Tanyu Kiryakov BUL Bulgária               | Igor Basinski BLR Bielorrússia       | Martin Tenk CZE República Checa      |
| Atenas 2004 (detalhes)           | Mikhail Nestruyev RUS Rússia              | Jin Jong-oh KOR Coreia do Sul        | Kim Jong-su PRK Coreia do Norte      |
| Pequim 2008 (detalhes)           | Jin Jong-oh KOR Coreia do Sul             | Tan Zongliang CHN China              | Vladimir Isakov RUS Rússia           |
| Londres 2012 (detalhes)          | Jin Jong-oh KOR Coreia do Sul             | Choi Young-rae KOR Coreia do Sul     | Wang Zhiwei CHN China                |
| Rio 2016 (detalhes)              | Jin Jong-oh KOR Coreia do Sul             | Hoàng Xuân Vinh VIE Vietnã           | Kim Song-guk PRK Coreia do Norte     |

#### Carabina militar
| Evento                 | Ouro                           | Prata                      | Bronze                       |
| ---------------------- | ------------------------------ | -------------------------- | ---------------------------- |
| Atenas 1896 (detalhes) | Pantelis Karasevdas GRE Grécia | Pavlos Pavlidis GRE Grécia | Nicolaos Trikupis GRE Grécia |

#### Carabina militar por equipes
| Evento                    | Ouro | Prata | Bronze |
| ------------------------- | --- | --- | --- |
| Londres 1908 (detalhes)   | William Leuschner William Martin Charles Winder Kellogg Casey Ivan Eastman Charles Benedict USA Estados Unidos | Harcourt Ommundsen Fleetwood Varley Arthur Fulton Philip Richardson William Padgett John Martin GBR Grã-Bretanha | William Smith Charles Crowe Bruce Williams Dugald McInnis William Eastcott S. Harry Kerr CAN Canadá        |
| Estocolmo 1912 (detalhes) | Cornelius Burdette Allan Briggs Harry Adams John Jackson Carl Osburn Warren Sprout USA Estados Unidos          | Harcourt Ommundsen Henry Burr Edward Skilton James Reid Edward Parnell Arthur Fulton GBR Grã-Bretanha            | Mauritz Eriksson Werner Jernström Tönnes Björkman Carl Björkman Bernhard Larsson Hugo Johansson SWE Suécia |

#### Carabina militar ajoelhado
| Evento                | Ouro                     | Prata                                                          | Bronze |
| --------------------- | ------------------------ | -------------------------------------------------------------- | ------ |
| Paris 1900 (detalhes) | Konrad Stäheli SUI Suíça | Emil Kellenberger SUI Suíça Anders Peter Nielsen DEN Dinamarca | nenhum |

#### Carabina militar deitado
| Evento                | Ouro                       | Prata                              | Bronze                |
| --------------------- | -------------------------- | ---------------------------------- | --------------------- |
| Paris 1900 (detalhes) | Achille Paroche FRA França | Anders Peter Nielsen DEN Dinamarca | Ole Østmo NOR Noruega |

#### Carabina militar em pé
| Evento                | Ouro                             | Prata                 | Bronze                      |
| --------------------- | -------------------------------- | --------------------- | --------------------------- |
| Paris 1900 (detalhes) | Lars Jørgen Madsen DEN Dinamarca | Ole Østmo NOR Noruega | Charles Paumier BEL Bélgica |

#### Carabina militar três posições
| Evento                      | Ouro                                 | Prata                                  | Bronze                                             |
| --------------------------- | ------------------------------------ | -------------------------------------- | -------------------------------------------------- |
| Atenas 1896 (detalhes)      | Georgios Orphanidis GRE Grécia       | Ioannis Frangoudis GRE Grécia          | Viggo Jensen DEN Dinamarca                         |
| Paris 1900 (detalhes)       | Emil Kellenberger SUI Suíça          | Anders Peter Nielsen DEN Dinamarca     | Paul Van Asbroeck BEL BélgicaOle Østmo NOR Noruega |
| Londres 1908 (detalhes)     | Albert Helgerud NOR Noruega          | Harry Simon USA Estados Unidos         | Ole Sæther NOR Noruega                             |
| Estocolmo 1912 (detalhes)   | Paul Colas FRA França                | Lars Jorgen Madsen DEN Dinamarca       | Niels Larsen DEN Dinamarca                         |
| Antuérpia 1920 (detalhes)   | Morris Fisher USA Estados Unidos     | Niels Larsen DEN Dinamarca             | Østen Østensen NOR Noruega                         |
| Paris 1924 (detalhes)       | Morris Fisher USA Estados Unidos     | Carl Osburn USA Estados Unidos         | Niels Larsen DEN Dinamarca                         |
| Londres 1948 (detalhes)     | Emil Grünig SUI Suíça                | Pauli Aapeli Janhonen FIN Finlândia    | Willy Røgeberg NOR Noruega                         |
| Helsinque 1952 (detalhes)   | Anatoli Bogdanov URS União Soviética | Robert Bürchler SUI Suíça              | Lev Vainshtein URS União Soviética                 |
| Melbourne 1956 (detalhes)   | Vasily Borisov URS União Soviética   | Allan Erdman URS União Soviética       | Vilho Ylönen FIN Finlândia                         |
| 1960 Rome (detalhes)        | Hubert Hammerer AUT Áustria          | Hansrudi Spillmann SUI Suíça           | Vasily Borisov URS União Soviética                 |
| 1964 Tokyo (detalhes)       | Gary Anderson USA Estados Unidos     | Shota Kveliashvili URS União Soviética | Martin Gunnarsson USA Estados Unidos               |
| 1968 Mexico City (detalhes) | Gary Anderson USA Estados Unidos     | Valentin Kornev URS União Soviética    | Kurt Müller SUI Suíça                              |
| Munique 1972 (detalhes)     | Lones Wigger USA Estados Unidos      | Boris Melnik URS União Soviética       | Lajos Papp HUN Hungria                             |

#### Carabina militar 300 m deitado
| Evento                    | Ouro                   | Prata                   | Bronze                 |
| ------------------------- | ---------------------- | ----------------------- | ---------------------- |
| Antuérpia 1920 (detalhes) | Otto Olsen NOR Noruega | Léon Johnson FRA França | Fritz Kuchen SUI Suíça |

#### Carabina militar 300 m deitado por equipes
| Evento                    | Ouro                                                                                 | Prata                                                                              | Bronze                                                                                          |
| ------------------------- | ------------------------------------------------------------------------------------ | ---------------------------------------------------------------------------------- | ----------------------------------------------------------------------------------------------- |
| Antuérpia 1920 (detalhes) | Morris Fisher Joseph Jackson Willis Lee Carl Osburn Lloyd Spooner USA Estados Unidos | Léon Johnson André Parmentier Achille Paroche Georges Roes Émile Rumeau FRA França | Voitto Kolho Kalle Lappalainen Veli Nieminen Vilho Vauhkonen Karl Magnus Wegelius FIN Finlândia |

#### Carabina militar 300 m em pé
| Evento                    | Ouro                           | Prata                            | Bronze                                |
| ------------------------- | ------------------------------ | -------------------------------- | ------------------------------------- |
| Antuérpia 1920 (detalhes) | Carl Osburn USA Estados Unidos | Lars Jørgen Madsen DEN Dinamarca | Lawrence Nuesslein USA Estados Unidos |

#### Carabina militar 300 m em pé por equipes
| Evento                    | Ouro                                                                                                  | Prata                                                                                   | Bronze                                                                                 |
| ------------------------- | --- | --------------------------------------------------------------------------------------- | -------------------------------------------------------------------------------------- |
| Antuérpia 1920 (detalhes) | Lars Jørgen Madsen Niels Larsen Anders Peterson Erik Sætter-Lassen Anders Peter Nielsen DEN Dinamarca | Carl Osburn Lawrence Nuesslein Lloyd Spooner Willis Lee Thomas Brown USA Estados Unidos | Olle Ericsson Hugo Johansson Leon Lagerlöf Walfrid Hellman Mauritz Eriksson SWE Suécia |

#### Carabina militar três posições 300 m
| Evento                    | Ouro                       | Prata                          | Bronze                      |
| ------------------------- | -------------------------- | ------------------------------ | --------------------------- |
| Estocolmo 1912 (detalhes) | Sándor Prokopp HUN Hungria | Carl Osburn USA Estados Unidos | Engebret Skogen NOR Noruega |

#### Carabina 600 m
| Evento                    | Ouro                      | Prata                          | Bronze                           |
| ------------------------- | ------------------------- | ------------------------------ | -------------------------------- |
| Estocolmo 1912 (detalhes) | Paul Colas FRA França     | Carl Osburn USA Estados Unidos | John Jackson USA Estados Unidos  |
| Antuérpia 1920 (detalhes) | Hugo Johansson SWE Suécia | Mauritz Eriksson SWE Suécia    | Lloyd Spooner USA Estados Unidos |

#### Carabina 600 m por equipes
| Evento                    | Ouro                                                                                      | Prata                                                                                    | Bronze                                                                                      |
| ------------------------- | ----------------------------------------------------------------------------------------- | ---------------------------------------------------------------------------------------- | ------------------------------------------------------------------------------------------- |
| Antuérpia 1920 (detalhes) | Dennis Fenton Gunnery Schriver Willis Lee Lloyd Spooner Joseph Jackson USA Estados Unidos | David Smith Robert Bodley Ferdinand Buchanan George Harvey Fred Morgan RSA África do Sul | Mauritz Eriksson Hugo Johansson Gustaf Adolf Jonsson Erik Blomqvist Erik Ohlsson SWE Suécia |

#### Carabina 300 + 600 m por equipes masculino
| Evento                    | Ouro                                                                                   | Prata                                                                           | Bronze                                                                     |
| ------------------------- | -------------------------------------------------------------------------------------- | ------------------------------------------------------------------------------- | -------------------------------------------------------------------------- |
| Antuérpia 1920 (detalhes) | Joseph Jackson Willis Lee Carl Osburn Oliver Schriver Lloyd Spooner USA Estados Unidos | Albert Helgerud Otto Olsen Jacob Onsrud Østen Østensen Olaf Sletten NOR Noruega | Eugen Addor Joseph Jehle Fritz Kuchen Werner Schneeberger Weibel SUI Suíça |

#### Carabina livre 1000 jardas
| Evento                  | Ouro                            | Prata                            | Bronze                         |
| ----------------------- | ------------------------------- | -------------------------------- | ------------------------------ |
| Londres 1908 (detalhes) | Joshua Millner GBR Grã-Bretanha | Kellogg Casey USA Estados Unidos | Maurice Blood GBR Grã-Bretanha |

#### Carabina 25 jardas ponto cego
| Evento                  | Ouro                            | Prata                           | Bronze                         |
| ----------------------- | ------------------------------- | ------------------------------- | ------------------------------ |
| Londres 1908 (detalhes) | William Styles GBR Grã-Bretanha | Harold Hawkins GBR Grã-Bretanha | Edward Amoore GBR Grã-Bretanha |

#### Carabina 25 jardas ponto móvel
| Evento                  | Ouro                          | Prata                             | Bronze                           |
| ----------------------- | ----------------------------- | --------------------------------- | -------------------------------- |
| Londres 1908 (detalhes) | John Fleming GBR Grã-Bretanha | Maurice Matthews GBR Grã-Bretanha | William Marsden GBR Grã-Bretanha |

#### Carabina 50 m ponto fixo
| Evento                  | Ouro                            | Prata                         | Bronze                         |
| ----------------------- | ------------------------------- | ----------------------------- | ------------------------------ |
| Londres 1908 (detalhes) | Arthur Carnell GBR Grã-Bretanha | Harold Humby GBR Grã-Bretanha | George Barnes GBR Grã-Bretanha |

#### Carabina 25 m
| Evento                    | Ouro                        | Prata                             | Bronze                     |
| ------------------------- | --------------------------- | --------------------------------- | -------------------------- |
| Estocolmo 1912 (detalhes) | Vilhelm Carlberg SWE Suécia | Johan Hübner von Holst SWE Suécia | Gideon Ericsson SWE Suécia |

#### Carabina 25 m por equipes
| Evento                    | Ouro                                                                           | Prata                                                                  | Bronze                                                                              |
| ------------------------- | ------------------------------------------------------------------------------ | ---------------------------------------------------------------------- | ----------------------------------------------------------------------------------- |
| Estocolmo 1912 (detalhes) | Johan Hübner von Holst Eric Carlberg Vilhelm Carlberg Gustaf Boivie SWE Suécia | William Pimm Joseph Pepé William Milne William Styles GBR Grã-Bretanha | Frederick Hird Warren Sprout William McDonnell William Leuschner USA Estados Unidos |

#### Carabina 50 m por equipes
| Evento                    | Ouro                                                                                            | Prata                                                                                  | Bronze                                                                               |
| ------------------------- | ----------------------------------------------------------------------------------------------- | -------------------------------------------------------------------------------------- | ------------------------------------------------------------------------------------ |
| Londres 1908 (detalhes)   | Edward Amoore Harold Humby Maurice Matthews William Pimm GBR Grã-Bretanha                       | Eric Carlberg Vilhelm Carlberg Franz-Albert Schartau Johan Hübner von Holst SWE Suécia | Henri Bonnefoy Paul Colas Léon Lécuyer André Regaud FRA França                       |
| Estocolmo 1912 (detalhes) | William Pimm Edward Lessimore Joseph Pepé Robert Murray GBR Grã-Bretanha                        | Arthur Nordenswan Eric Carlberg Ruben Örtegren Vilhelm Carlberg SWE Suécia             | Warren Sprout William Leuschner Frederick Hird Carl Osburn USA Estados Unidos        |
| Antuérpia 1920 (detalhes) | Lawrence Nuesslein Arthur Rothrock Willis Lee Dennis Fenton Gunnery Schriver USA Estados Unidos | Sigvard Hultcrantz Erik Ohlsson Leon Lagerlöf Ragnar Stare Olle Ericsson SWE Suécia    | Østen Østensen Olaf Sletten Anton Olsen Sigvart Johansen Albert Helgerud NOR Noruega |

#### Carabina por equipes
| Evento                    | Ouro | Prata | Bronze                                                                                              |
| ------------------------- | --- | --- | --------------------------------------------------------------------------------------------------- |
| Paris 1900 (detalhes)     | Franz Böckli Alfred Grütter Emil Kellenberger Louis Richardet Konrad Stäheli SUI Suíça                  | Olaf Frydenlund Hellmer Hermandsen Ole Østmo Ole Sæther Tom Seeberg NOR Noruega                                      | Auguste Cavadini Maurice Lecoq Léon Moreaux Achille Paroche René Thomas FRA França                  |
| Londres 1908 (detalhes)   | Julius Braathe Albert Helgerud Einar Liberg Olaf Sæther Ole Sæther Gudbrand Skatteboe NOR Noruega       | Per-Olof Arvidsson Janne Gustafsson Axel Jansson Gustaf Adolf Jonsson Claës Rundberg Gustav-Adolf Sjöberg SWE Suécia | Eugène Balme Raoul de Boigne Albert Courquin Léon Johnson Maurice Lecoq André Parmentier FRA França |
| Estocolmo 1912 (detalhes) | Mauritz Eriksson Hugo Johansson Erik Blomqvist Carl Björkman Bernhard Larsson Gustaf Jonsson SWE Suécia | Gudbrand Skatteboe Ole Sæther Østen Østensen Albert Helgerud Olaf Sæther Einar Liberg NOR Noruega                    | Ole Olsen Lars Jørgen Madsen Niels Larsen Niels Andersen Laurits Larsen Jens Hajslund DEN Dinamarca |
| Antuérpia 1920 (detalhes) | Morris Fisher Willis Lee Dennis Fenton Carl Osburn Lloyd Spooner USA Estados Unidos                     | Otto Olsen Albert Helgerud Olaf Sletten Østen Østensen Jacob Onsrud NOR Noruega                                      | Fritz Kuchen Albert Tröndle Arnold Rösli Walter Lienhard Caspar Widmer SUI Suíça                    |
| Paris 1924 (detalhes)     | Raymond Coulter Joseph Crockett Morris Fisher Sidney Hinds Walter Stokes USA Estados Unidos             | Paul Colas Albert Courquin Pierre Hardy Georges Roes Émile Rumeau FRA França                                         | Ludovic Augustin Destin Destine Saint Eloi Metullus Astrel Rolland Ludovic Valborge HAI Haiti       |

#### Carabina deitado 50 m
| Evento                           | Ouro                                      | Prata                                    | Bronze                                                      |
| -------------------------------- | ----------------------------------------- | ---------------------------------------- | ----------------------------------------------------------- |
| Estocolmo 1912 (detalhes)        | Frederick Hird USA Estados Unidos         | William Milne GBR Grã-Bretanha           | Harold Burt GBR Grã-Bretanha                                |
| Antuérpia 1920 (detalhes)        | Lawrence Nuesslein USA Estados Unidos     | Arthur Rothrock USA Estados Unidos       | Dennis Fenton USA Estados Unidos                            |
| Paris 1924 (detalhes)            | Pierre Coquelin de Lisle FRA França       | Marcus Dinwiddie USA Estados Unidos      | Josias Hartmann SUI Suíça                                   |
| Los Angeles 1932 (detalhes)      | Bertil Rönnmark SWE Suécia                | Gustavo Huet MEX México                  | Zoltán Soós Hradetzky HUN Hungria                           |
| Berlim 1936 (detalhes)           | Willy Røgeberg NOR Noruega                | Ralph Berzsenyi HUN Hungria              | Władysław Karaś POL Polônia                                 |
| Londres 1948 (detalhes)          | Arthur Cook USA Estados Unidos            | Walter Tomsen USA Estados Unidos         | Jonas Jonsson SWE Suécia                                    |
| Helsinque 1952 (detalhes)        | Iosif Sîrbu ROU Romênia                   | Boris Andreyev URS União Soviética       | Arthur Jackson USA Estados Unidos                           |
| Melbourne 1956 (detalhes)        | Gerald Ouellette CAN Canadá               | Vasily Borisov URS União Soviética       | Stuart Boa CAN Canadá                                       |
| Roma 1960 (detalhes)             | Peter Kohnke EUA Equipe Alemã Unida       | James Enoch Hill USA Estados Unidos      | Enrico Forcella VEN Venezuela                               |
| Tóquio 1964 (detalhes)           | László Hammerl HUN Hungria                | Lones Wigger USA Estados Unidos          | Tommy Pool USA Estados Unidos                               |
| Cidade do México 1968 (detalhes) | Jan Kůrka TCH Checoslováquia              | László Hammerl HUN Hungria               | Ian Ballinger NZL Nova Zelândia                             |
| Munique 1972 (detalhes)          | Li Ho-Jun PRK Coreia do Norte             | Victor Auer USA Estados Unidos           | Nicolae Rotaru ROU Romênia                                  |
| Montreal 1976 (detalhes)         | Karlheinz Smieszek FRG Alemanha Ocidental | Ulrich Lind FRG Alemanha Ocidental       | Gennadi Lushchikov URS União Soviética                      |
| Moscou 1980 (detalhes)           | Károly Varga HUN Hungria                  | Hellfried Heilfort GDR Alemanha Oriental | Petar Zaprianov BUL Bulgária                                |
| Los Angeles 1984 (detalhes)      | Edward Etzel USA Estados Unidos           | Michel Bury FRA França                   | Michael Sullivan GBR Grã-Bretanha                           |
| Seul 1988 (detalhes)             | Miroslav Varga TCH Checoslováquia         | Cha Young-chul KOR Coreia do Sul         | Attila Záhonyi HUN Hungria                                  |
| Barcelona 1992 (detalhes)        | Lee Eun-chul KOR Coreia do Sul            | Harald Stenvaag NOR Noruega              | Stevan Pletikosić IOP Participantes Olímpicos Independentes |
| Atlanta 1996 (detalhes)          | Christian Klees GER Alemanha              | Sergey Belyayev KAZ Cazaquistão          | Jozef Gönci SVK Eslováquia                                  |
| Sydney 2000 (detalhes)           | Jonas Edman SWE Suécia                    | Torben Grimmel DEN Dinamarca             | Sergei Martynov BLR Bielorrússia                            |
| Atenas 2004 (detalhes)           | Matthew Emmons USA Estados Unidos         | Christian Lusch GER Alemanha             | Sergei Martynov BLR Bielorrússia                            |
| Pequim 2008 (detalhes)           | Artur Ayvazyan UKR Ucrânia                | Matthew Emmons USA Estados Unidos        | Warren Potent AUS Austrália                                 |
| Londres 2012 (detalhes)          | Sergei Martynov BLR Bielorrússia          | Lionel Cox BEL Bélgica                   | Rajmond Debevec SLO Eslovênia                               |
| Rio 2016 (detalhes)              | Henri Junghänel GER Alemanha              | Kim Jong-hyun KOR Coreia do Sul          | Kirill Grigoryan RUS Rússia                                 |

#### Fossa olímpica por equipes
| Evento                    | Ouro | Prata | Bronze |
| ------------------------- | --- | --- | --- |
| Londres 1908 (detalhes)   | Alexander Maunder James Pike Charles Palmer John Postans Frank Moore Peter Easte GBR Grã-Bretanha           | Walter Ewing George Beattie Arthur Westover Mylie Fletcher George Vivian Donald McMackon CAN Canadá        | George Whitaker Gerald Skinner John Butt William Morris Harold Creasey Richard Hutton GBR Grã-Bretanha                    |
| Estocolmo 1912 (detalhes) | Charles Billings Ralph Spotts John H. Hendrickson James Graham Edward Gleason Frank Hall USA Estados Unidos | John Butt William Grosvenor Harold Humby Alexander Maunder Charles Palmer George Whitaker GBR Grã-Bretanha | Erich Graf von Bernstorff Franz von Zedlitz und Leipe Horst Goeldel Albert Preuss Erland Koch Alfred Goeldel GER Alemanha |
| Antuérpia 1920 (detalhes) | Mark Arie Horace Bonser Jay Clark Forest McNeir Frank Troeh Frank Wright USA Estados Unidos                 | Albert Bosquet Joseph Cogels Émile Dupont Edouard Fesinger Henri Quersin Louis Van Tilt BEL Bélgica        | Per Kinde Fredric Landelius Erik Lundquist Karl Richter Erik Sökjer-Petersén Alfred Swahn SWE Suécia                      |
| Paris 1924 (detalhes)     | Frederick Etchen Frank Hughes John Noel Clarence Platt Samuel Sharman William Silkworth USA Estados Unidos  | William Barnes George Beattie John Black Robert Montgomery Samuel Newton Samuel Vance CAN Canadá           | Werner Ekman Konrad Huber Robert Huber Georg Nordblad Toivo Tikkanen Karl Magnus Wegelius FIN Finlândia                   |

#### Fossa olímpica dublê
| Evento                  | Ouro                                                  | Prata                                | Bronze                        |
| ----------------------- | ----------------------------------------------------- | ------------------------------------ | ----------------------------- |
| Atlanta 1996 (detalhes) | Russell Mark AUS Austrália                            | Albano Pera ITA Itália               | Zhang Bing CHN China          |
| Sydney 2000 (detalhes)  | Richard Faulds GBR Grã-Bretanha                       | Russell Mark AUS Austrália           | Fehaid Al-Deehani KUW Kuwait  |
| Atenas 2004 (detalhes)  | Ahmad Al Maktoum UAE Emirados Árabes Unidos           | Rajyavardhan Singh Rathore IND Índia | Wang Zheng CHN China          |
| Pequim 2008 (detalhes)  | Walton Eller USA Estados Unidos                       | Francesco D'Aniello ITA Itália       | Hu Binyuan CHN China          |
| Londres 2012 (detalhes) | Peter Wilson GBR Grã-Bretanha                         | Håkan Dahlby SWE Suécia              | Vasily Mosin RUS Rússia       |
| Rio 2016 (detalhes)     | Fehaid Al-Deehani IOA Atletas Olímpicos Independentes | Marco Innocenti ITA Itália           | Steven Scott GBR Grã-Bretanha |

### Feminino

#### Fossa olímpica dublê
| Evento                  | Ouro                         | Prata                          | Bronze                           |
| ----------------------- | ---------------------------- | ------------------------------ | -------------------------------- |
| Atlanta 1996 (detalhes) | Kim Rhode USA Estados Unidos | Susanne Kiermayer GER Alemanha | Deserie Huddleston AUS Austrália |
| Sydney 2000 (detalhes)  | Pia Hansen SWE Suécia        | Deborah Gelisio ITA Itália     | Kim Rhode USA Estados Unidos     |
| Atenas 2004 (detalhes)  | Kim Rhode USA Estados Unidos | Lee Bo-na KOR Coreia do Sul    | Gao E CHN China                  |

### Misto

#### Fossa olímpica por equipes
| Evento                 | Ouro                                        | Prata                                              | Bronze                                           |
| ---------------------- | ------------------------------------------- | -------------------------------------------------- | ------------------------------------------------ |
| Tóquio 2020 (detalhes) | Fátima Gálvez Alberto Fernández ESP Espanha | Alessandra Perilli Gian Marco Berti SMR San Marino | Madelynn Bernau Brian Burrows USA Estados Unidos |